# Guanglu Dao
Guanglu Dao är en ö i Kina. Den ligger i provinsen Liaoning, i den nordöstra delen av landet, omkring 300 kilometer söder om provinshuvudstaden Shenyang. Arean är 27,4 kvadratkilometer. Den sträcker sig 7,8 kilometer i nord-sydlig riktning, och 7,4 kilometer i öst-västlig riktning.
Genomsnittlig årsnederbörd är 850 millimeter. Den regnigaste månaden är juli, med i genomsnitt 302 mm nederbörd, och den torraste är januari, med 11 mm nederbörd.